# Paranephelium macrophyllum
Paranephelium macrophyllum är en kinesträdsväxtart som beskrevs av George King. Paranephelium macrophyllum ingår i släktet Paranephelium och familjen kinesträdsväxter. Inga underarter finns listade i Catalogue of Life.